# Palaeochrysophanus ornatissima
Palaeochrysophanus ornatissima är en fjärilsart som beskrevs av Nordström 1933. Palaeochrysophanus ornatissima ingår i släktet Palaeochrysophanus och familjen juvelvingar. Inga underarter finns listade i Catalogue of Life.